# Jeden Izrael
Jeden Izrael (hebr.: Jisra'el Achat, ישראל אחת) – blok izraelskich partii lewicowych, utworzony przez Ehuda Baraka przed wyborami w 1999 roku. W jego skład wchodziły: Partia Pracy, Meimad i Geszer. Jeden Izrael zwyciężył w tych wyborach i wprowadził do Knesetu 26 deputowanych, jednocześnie w bezpośrednich wyborach na premiera zwycięstwo odniósł Barak.